# استان نونتابوری

نقشهٔ تایلند و جایگاه استان نونتابوری.

نونتابوری نام یکی از استان‌های کشور تایلند است که مساحتی برابر با ۶۲۲ کیلومترمربع دارد. جمعیت این استان در سال ۲۰۰۸ به بیش از ۱۰۳۹۰۰۰ نفر برآورد شده‌است .
استان نونتابوری از نظر تقسیمات کشوری بخشی از ناحیهٔ مرکزی تایلند به شمار می‌آید. مرکز این استان شهر نونتابوری است.